# یواس‌اس بریستر (دی‌یی-۳۲۷)
یواس‌اس بریستر (دی‌یی-۳۲۷) (به انگلیسی: USS Brister (DE-327)) یک کشتی بود که طول آن ۳۰۶ فوت (۹۳ متر) بود. این کشتی در سال ۱۹۴۳ ساخته شد.